# Jorge Bellver Casaña
Jorge Bellver Casaña (Alfara del Patriarca, 1965) és un polític valencià, militant del Partit Popular (PP) i Síndic-portaveu del Grup Parlamentari Popular a les Corts Valencianes des d'octubre de 2012 fins al 2015, quan el PP perdé les eleccions. Ha estat regidor al Consell Municipal de València (1995-2012) als governs de Rita Barberà de la que ha estat considerat el seu successor reiteradament.

## Biografia
Jorge Bellver és llicenciat en Geografia i Història, fou triat regidor d'Alfara del Patriarca (Horta Nord) el 1987 i exercí aquest càrrec durant dues legislatures. El 1991 va ser nomenat assessor a l'ajuntament de València fins que el 1995 passà a ser Regidor de Circulació i Transports d'aquest ajuntament. Fins al 2012, quan renuncià, Bellver dirigí diverses regidories municipals com les de seguretat ciutadana o urbanisme, habitatge i qualitat urbana.
El 2011 fou acusat de prevaricació urbanística per autoritzar la construcció d'un aparcament al costat de l'històric Jardí de Montfort sense sol·licitar el preceptiu informe del servei de Patrimoni del Consell de la Generalitat Valenciana. Finalment fou declarat innocent junt als quatre funcionaris que també estaven acusats.
Al PP també ha ocupat diversos càrrecs orgànics com els de president provincial de València de Noves Generacions (1987-1991), des del 2004 és membre de la Junta Directiva Regional, i actualment és Secretari General del PP local de València des del 2006.
Bellver obté l'acta de diputat a les Corts Valencianes a les eleccions de 2011 compaginant les tasques de diputat amb les de regidor d'urbanisme de la ciutat de València. Aquesta darrera responsabilitat l'abandonarà l'octubre de 2012 per ser Síndic del Grup Popular a les Corts en substitució del dimitit Rafael Blasco, encausat al Cas de la Cooperació de corrupció política.